# إنريكي بالاسيوس هرنانديز
إنريكي بالاسيوس هرنانديز (بالإسبانية: Enrique Palacios Hernández)‏ هو سياسي إسباني، ولد في 1952.